# Antônio Dias Cardoso
Antônio Dias Cardoso (Porto, início do século XVII - Recife, 1670), militar português, foi um dos principais líderes da Insurreição Pernambucana, movimento responsável pela expulsão dos neerlandeses do Nordeste do Brasil. Conhecedor das técnicas de combate dos indígenas, foi apelidado de "mestre das emboscadas".

## Biografia
São insuficientes os registros históricos sobre este personagem, que se acredita tenha nascido na cidade portuguesa do Porto, no início do século XVII.
Veio ainda criança, com a família, para o Brasil.
Quando das Invasões holandesas do Brasil, Antônio Dias atuou como soldado em Salvador, na Capitania da Bahia, durante a Invasão de 1624-1625. À época teve sucesso em conter o invasor no perímetro de Salvador, graças ao emprego das táticas de guerrilha indígena, praticando emboscadas, que voltaria a empregar anos mais tarde, em Pernambuco. Nessa época, alcançou a patente de Alferes (1635), e a de Capitão, após o cerco neerlandês de 1638 a Salvador.
Dois anos mais tarde, em 1640, pediu a sua reforma, que alcançou.
Apesar de estar reformado, o reconhecimento de seu valor, conhecimento e experiência militar se traduziram numa convocação para voltar à luta, no contexto da reação luso-brasileira contra os invasores. Em meados de 1645, Cardoso liderou uma força de 1.200 pernambucanos, mazombos insurretos, armados com armas de fogo (arcabuzes, mosquetes e espingardas), foices, paus, arcos e flechas, numa emboscada em que derrotaram 1.900 neerlandeses melhor equipados e treinados. Esse sucesso lhe valeu o apelido de mestre das emboscadas.
Findo o conflito em 1654, em 1655 recebeu da Coroa Portuguesa a honra de Cavaleiro da Ordem de Cristo e o comando do Terço de João Fernandes Vieira, do qual havia sido ajudante à época da 1ª batalha dos Guararapes. Em 1656, foi nomeado Mestre-de-Campo, encerrando definitivamente a sua carreira militar. No ano seguinte, em 1657, assumiu o governo da Capitania da Paraíba.
Faleceu no Recife em 1670, ainda comandando o Terço de João Fernandes Vieira.

## Feitos militares
Entre os seus muitos feitos militares, destacam-se a participação na defesa de Salvador, e na Batalha do Monte das Tabocas, na batalha de Casa Forte e nas dos Guararapes, no litoral de Pernambuco, nas proximidades de Recife. Das inúmeras missões de guerra irregular que desempenhou, provavelmente a mais importante foi a de ter percorrido sigilosamente a Capitania da Bahia e a de Pernambuco. Incumbido da tarefa por André Vidal de Negreiros, viajou pelas Capitanias simulando ser um desertor. A sua real missão, entretanto, era a de "organizar um pequeno exército e prestar informações acerca do inimigo, ao longo do percurso de 160 léguas".
O grupo de mazombos, mestiços, negros, brancos e índios que comandou e instruiu ficou conhecido, após as batalhas dos Guararapes, como o Exército Patriota. Essa união do povo brasileiro, quando ainda não se tinha esse conceito, com o objetivo comum de defender a terra, marcou a história do país. A ocasião é considerada no meio militar como a do nascimento do Exército Brasileiro, e Cardoso como seu primeiro Comandante e Organizador.

### Batalha do Monte das Tabocas
Em 1645, liderou uma pequena tropa de mazombos com pouco armamento e treinamento, emboscando três vezes as tropas de João Maurício de Nassau que, subindo o monte, tentavam atacar a sua posição. O contra-ataque de Cardoso, descendo o monte, conseguiu repelir os holandeses.

### Batalha de Casa Forte
Liderou a linha de frente, derrotando as tropas do Coronel Van Hans, Comandante-Geral holandês no Nordeste do Brasil.

### 1.ª Batalha dos Guararapes
Foi Subcomandante do maior e melhor treinado dos quatro Terços, tendo-lhe sido passada a investida da principal frente de batalha por João Fernandes Vieira, que era civil.

### 2.ª Batalha dos Guararapes
Comandou 550 homens bem-armados, a chamada Tropa Especial, desbaratando toda a ala direita dos holandeses.

### Defesa de Salvador
Antônio Dias Cardoso defendeu, ao lado de sua Companhia e de Luiz Barbalho Bezerra, a cidade de Salvador, nas trincheiras do bastião de Santo Antônio, cercada pelos melhores soldados de Maurício de Nassau.

## Legado

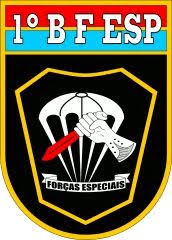
1.º Batalhão de Forças Especiais - Batalhão Antônio Dias Cardoso.

A principal contribuição militar de Antônio Dias Cardoso foi o seu vasto conhecimento e experiência nas emboscadas, táticas de guerrilha e demais guerras irregulares. Sua importância ficou marcada na história do Brasil através do Batalhão de Forças Especiais do Exército, que hoje leva seu nome.
A Lei nº 12.701, de 06 de agosto de 2012, reconhecendo sua importância na história do país, determinou que o nome de Antônio Dias Cardoso fosse incrito no Livro de Heróis da Pátria (conhecido como "Livro de Aço"), depositado no Panteão da Pátria e da Liberdade Tancredo Neves, um cenotáfio que homenageia os heróis nacionais localizado na Praça dos Três Poderes, em Brasília. Falta apenas o respectivo cunhamento do nome no Livro.